# Platylabus alboannulatus
Platylabus alboannulatus är en stekelart som beskrevs av Tohru Uchida 1932. Platylabus alboannulatus ingår i släktet Platylabus och familjen brokparasitsteklar. Inga underarter finns listade i Catalogue of Life.